# Luigi Mangano
Luigi Mangano (Messina, 18 dicembre 1967) è un militare italiano, Maresciallo Ordinario all'epoca dei fatti, oggi Tenente Colonnello dell'Arma dei Carabinieri, insignito della Medaglia d'Oro al Valor Civile.

## Il fatto
Sottufficiale in servizio presso il Nucleo Radiomobile di Milano, il 14 maggio 1999, insieme ad altri tre militari dell'Arma, Rocco Iannelli, Giuseppe Ciminelli e Pierpaolo Frau, ingaggia un conflitto a fuoco con alcuni pregiudicati che stavano assaltando un furgone portavalori facendo fuggire i malviventi. 
Per tale fatto gli è stata concessa la Medaglia d'Oro al Valor Civile.